# Solangia

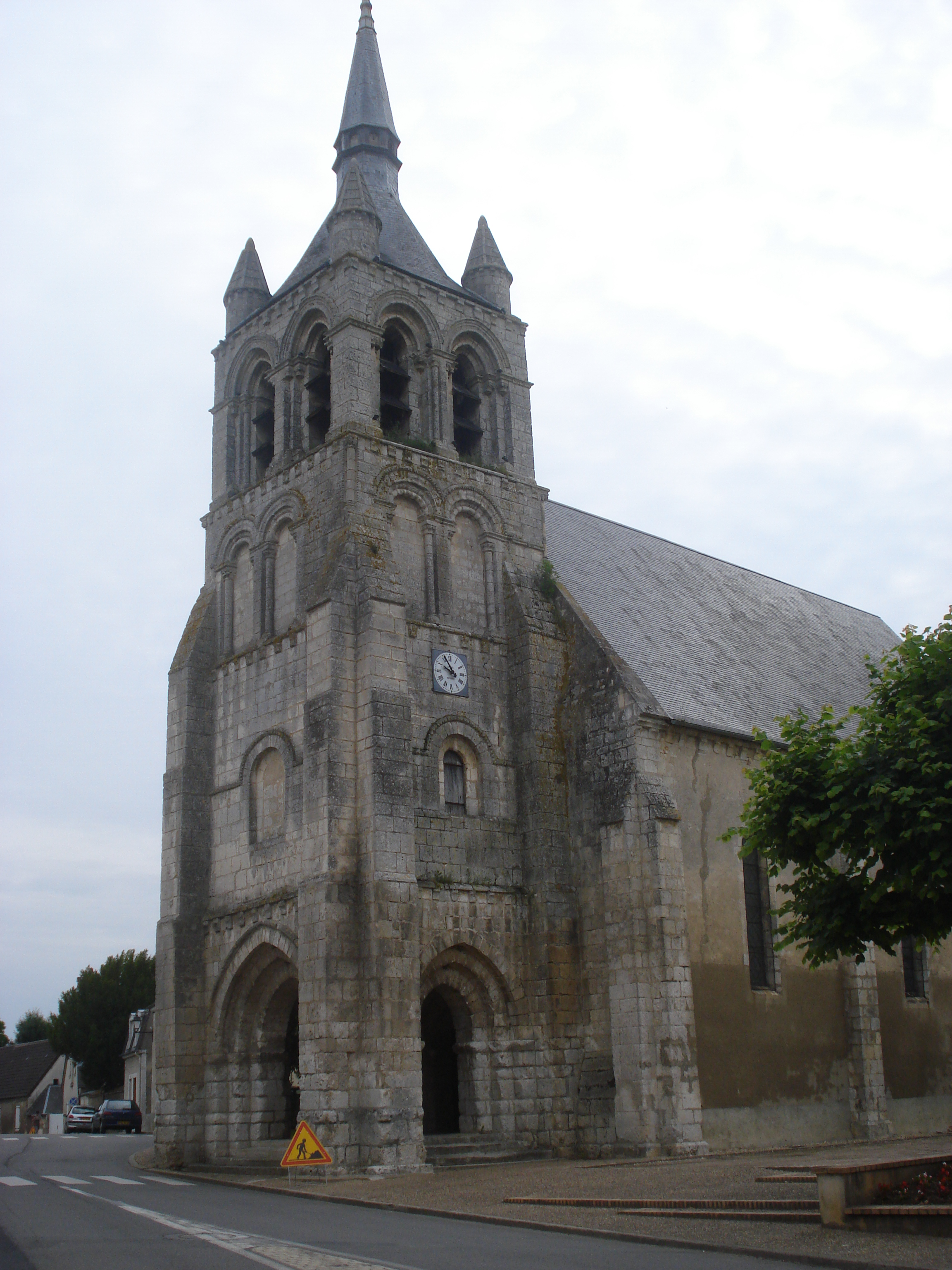
Iglesia de Sta. Solange. Sainte-Solange,
Cher, Francia.

Solangia o, en francés, Solange (asesinada el 10 de mayo de 880) fue una pastora y santa virgen venerada en Sainte-Solange, departamento de Cher y patrona de la provincia de Berry, de la que Cher forma parte.

## Biografía
Solangia (o Solemnia) nació en una familia pobre y devota de la ciudad de Villemont, cerca de Bourges, y consagró a Dios su virginidad a los siete años. Según la tradición, su mera presencia curaba a los enfermos y a los poseídos. Bernardo de Gotia, el hijo del conde de Poitiers, se sintió atraído por la belleza y la popularidad de Solangia e intentó seducirla mientras cuidaba las ovejas, pero ella rechazó sus proposiciones. No conforme, decidió secuestrarla.
Por la noche, regresó y la sujetó por la fuerza para llevársela y satisfacer su deseo pero ella luchó tan violentamente que lo hizo caer del caballo mientras estaban cruzando un arroyo. Su secuestrador se enfureció y la decapitó con su espada, la cabeza cortada de Solangia invocó tres veces el Santo Nombre de Jesús. Al igual que San Denis y otros santos de los territorios de la Galia, la leyenda afirma que Solange tomó su cabeza entre las manos y caminó con ella hasta la iglesia de Saint-Martin en la localidad de Saint-Martin-du-Crot (que ahora lleva el nombre de "Sainte Solange, Cher", la única comuna en Francia en llevar este nombre), solo allí se desplomó completamente muerta.

## Veneración
Un culto se desarrolló sobre su figura inmediatamente. Muchos milagros se le atribuyen a su intercesión. En 1281, un altar fue erigido en su honor en esa iglesia, y allí se preserva la cabeza de la santa como reliquia. También el campo anexo se le denomina "Campo de Santa Solange". En la tradición local, en momentos de gran sequía, se hace una procesión por Bourges con el relicario.